# Перед закритими дверима
Перед зачиненими дверима (азерб. Bağlı qapı) — радянський драматичний художній фільм 1981 року, знятий на кіностудії «Азербайджанфільм», є екранізацією п'єси Рустама Ібрагімбекова «Жінка за зеленими дверима».

## Сюжет
Мурад після незаслуженого тюремного ув'язнення повертається додому, всі жителі радіють його поверненню, але крім його дружини, яка вірить слідству і називає його злочинцем і бандитом і зробить все, щоб зробити життя свого чоловіка гірше ніж в пеклі. Мурад не витримав третирування своєї дружини і накричав на неї, в помсту вона хоче знову відправити Мурада за ґрати і вигадує проти нього нове звинувачення і Мурада викликають у відділ міліції, але всі жителі заступилися за нього.

## У ролях
- Родіон Нахапетов — Мурад
- Насіба Зейналова — Зейнаб
- Олександр Калягін — Дашдаміров
- Дадаш Казімов — Нуру
- Гаджи Ісмаїлов — Алі
- Лариса Халафова — Шаргія
- Магомед Мамедов — Салех (дублює Вадим Спиридонов)
- Світлана Мамедова — Гуля
- Вагіф Ібрагімоглу — Енвер
- Віктор Демерташ — Фарид
- Гуля Салахова — Рана
- Фрунзик Мкртчян — Вартан
- Ельчин Мамедов — Айдин (дублює Юрій Саранцев)
- Садих Гусейнов — польовий прокурор
- Наїля Махмудова — Роза

## Знімальна група
- Автор сценарію: Рустам Ібрагімбеков
- Режисер-постановник: Расім Оджагов
- Оператор-постановник: Рафік Гамберов
- Художник-постановник: Фікрет Багіров
- Композитор: Емін Сабітоглу
- Директор фільму: Геннадій Лапщук